# At-Tajjiba (Dara)
At-Tajjiba (arab. الطيبة) – miejscowość w Syrii, w muhafazie Dara. W 2004 roku liczyła 7969 mieszkańców.